# ديان تومسون
ديان تومسون (بالإنجليزية: Dianne Thompson)‏ هي سيدة أعمال بريطانية، ولدت في 31 ديسمبر 1950.